# Directo al corazón
Directo al corazón es el segundo álbum de estudio del cantante mexicano Luis Miguel, lanzado al mercado por EMI Capitol México en 1982. El álbum fue nuevamente producido por su padre Luisito Rey.
Por decisión de su compañía discográfica algunas ediciones y relanzamientos de este álbum, principalmente en formato CD, incluyen canciones de su álbum anterior así como un cambio en el nombre del álbum, denominándolo Un sol directo al corazón, así como en la portada cambiando el infante de poca edad de la portada original por una mucho más juvenil y sin camisa.
En la edición publicada para USA por el sello Odeon el disco es publicado con el título "Un sol" aun cuando los tracklist respetan las canciones y el orden de la versión mexicana.

## Antecedentes
Debido al éxito obtenido por el lanzamiento de su primer álbum y con el objetivo de tener más repertorio, tanto en México como en Sudamérica, la compañía EMI junto a su Padre, Luisito Rey, comienzan a trabajar en la producción de su siguiente material; preseleccionan diferentes temas musicales escritos por Rubén Amado y Javier Santos, realizando los arreglos y adecuaciones para la voz de Luis Miguel junto al director musical Chucho Ferrer.

## Promoción
El lanzamiento de este segundo álbum sucede a finales del año de 1982; presentándolo en el programa Siempre en Domingo estrenando el tema Directo al corazón; durante esta presentación Luis Miguel aparece frente a las cámaras con una chaqueta militar roja brillante con detalles en amarillos y pantalones blancos, look que luego utilizan para imitarlo.
En este álbum se incluye la canción Marcela la cual es un tema escrito por Luisito Rey en honor a su esposa y madre de Luis Miguel, Marcela Basteri.
Este álbum se encuentra en la lista de los álbumes más vendidos en la historia de México con más de 800 000 copias físicas vendidas solo en su año debut, convirtiendo a Luis Miguel en el cantante más joven dentro de esta lista. El álbum también gozo de gran aceptación en países de Sudamérica como Argentina, Brasil, Chile y Perú, así como en países de Asia como Corea del Sur, Taiwán y Japón, siendo el primer álbum de Luis Miguel editado en países de este continente.

## Reedición
En el año 1992 se publicó una reedición, aunque es más propiamente una compilación, donde se incluyen canciones de diversos trabajos discográficos con una portada donde se cambia al artista de poca edad de la portada original por una mucho más juvenil y sin camisa.

## Lista de canciones
| Directo al corazón |                                     |                                |          |  |
| N.º                | Título                              | Escritor(es)                   | Duración |  |
| 1.                 | «Directo al corazón»                | Rubén Amado · Javier Santos    | 2:44     |  |
| 2.                 | «Recuerdos encadenados»             | Rubén Amado · Javier Santos    | 3:04     |  |
| 3.                 | «Lo leí en tu diario»               | Miguel Tottis · Carlos Gaviola | 3:03     |  |
| 4.                 | «A mis años yo te amo»              | Rubén Amado · Javier Santos    | 2:58     |  |
| 5.                 | «Nosotros dos»                      | Óscar Nicolini                 | 2:58     |  |
| 6.                 | «Rock de la niña cruel»             | Rubén Amado · Javier Santos    | 2:28     |  |
| 7.                 | «Marcela»                           | Luisito Rey                    | 2:50     |  |
| 8.                 | «Si ves a mi chica dile que la amo» | Rubén Amado · Javier Santos    | 2:34     |  |
| 9.                 | «No es permitido»                   | Nano Concha                    | 2:59     |  |
| 10.                | «La juventud»                       | Rubén Amado                    | 2:26     |  |
| 28:16              |                                     |                                |          |  |

Dirección musical y arreglos por Peque Rossino excepto (*) Chucho Ferrer

## Lista de la Reedición[6]
| N.º   | Título                                              | Escritor(es)                                        | Duración |  |
| 1.    | «Directo al corazón»                                | Rubén Amado · Javier Santos                         | 2:44     |  |
| 2.    | «Recuerdos encadenados»                             | Rubén Amado · Javier Santos                         | 3:04     |  |
| 3.    | «La Chica Del Bikini Azul»                          | Honorio Herrero                                     | 2:56     |  |
| 4.    | «Palabra De Honor»                                  | Luis Gómez-Escolar · Honorio Herrero · Julio Seijas | 3:32     |  |
| 5.    | «Ya Nunca Mas»                                      | Luis Rey                                            | 2:25     |  |
| 6.    | «Me Gustas Tal Como Eres - Featuring Sheena Easton» | Juan Carlos Calderón                                | 3:07     |  |
| 7.    | «1 + 1 = 2 Enamorados»                              | Rubén Amado · Javier Santos                         | 3:35     |  |
| 8.    | «Isabel»                                            | José Ramón García Flórez · Jean Giralt              | 2:31     |  |
| 9.    | «Mentira»                                           | Juan Gabriel                                        | 2:54     |  |
| 10.   | «Decídete»                                          | Honorio Herrero                                     | 3:00     |  |
| 11.   | «No Me Puedes Dejar Así»                            | Luis Gómez-Escolar · Honorio Herrero                | 3:21     |  |
| 12.   | «Lili»                                              | Luis Gómez-Escolar                                  | 3:28     |  |
| 13.   | «Los Muchachos De Hoy»                              |                                                     | 3:31     |  |
| 14.   | «Un Rock And Roll Sono»                             | Luis Gómez-Escolar · Honorio Herrero                | 3:04     |  |
| 43:12 |                                                     |                                                     |          |  |